# Marie-Thérèse Blonel de Phalaris
Marie-Thérèse Blonel de Phalaris, född 1697, död 1782, var en fransk adelskvinna. Hon är känd som mätress till Frankrikes regent hertig Filip II av Orléans mellan 1720 och 1723.

## Biografi
Marie-Thérèse Blonel gifte sig med George d'Entragues, hertig de Phalaris, som övergav henne då han hotades med fängelse av sina fordringsägare och flydde till Spanien. Hon blev omhändertagen av en adelskvinna och presenterad för regenten av Louise-Charlotte de Foix-Rabat. 
Marie-Thérèse Blonel de Phalaris blev 1720 en rival till Filip II:s officiella mätress Marie-Madeleine de Parabère, som hon 1721 ersatte när Parabère lämnade regenten på grund av hans otrohet med en operaflicka. Marie-Thérèse Blonel beskrivs av samtiden som en vulgär representant för provinsadeln. Hennes uppgång orsakade besvär med hennes make, som återvände från Spanien för att dra fördel av hennes relation med regenten. Hon avskedades då som mätress och ersattes av Sophie de Brégis, som dock även hon samma år avskedades. Regenten hade då ingen ny mätress förrän 1723, då Louise-Charlotte de Foix-Rabat presenterade den sextonåriga Mlle Houel, som hon hämtat från ett kloster, och som installerades med en förmögenhet och ett eget hus som regentens nya mätress. Snart tröttnade emellertid Filip II på flickan och återvände till Marie-Thérèse Blonel de Phalaris, som sedan var hans mätress till hans död. 